# Red Sonja: Queen of Plagues
Red Sonja: Queen of Plagues es una película de animación israelo-americano-británica estrenada directamente para video en 2016. Se trata de un remake de la película estadounidense de 1985 de mismo título, Red Sonja, que adaptó al medio cinematográfico las aventuras de la heroína de historieta Red Sonja, encarnada por Brigitte Nielsen en 1985. Tras numerosos retrasos, se decidió estrenar una película animada Red Sonja: Queen of Plagues (2016),  para aumentar la expectación sobre la futura película.

## Sinopsis
El regreso de Red Sonja, una joven que resurge de sus cenizas tras una tragedia para convertirse en la mujer guerrera más temida de todos los tiempos. La mítica pelirroja buscará ciegamente venganza contra aquellos que destruyeron a su familia, pero en su camino de destrucción encontrará otros propósitos para utilizar sus poderes sobrenaturales: acabar con el malvado Kulan Gath.

## Reparto
- Misty Lee como Red Sonja.
- Shannon Kingston como Ayla / Nias.
- Becca Strom como Dark Annisia / Lila / Guard Girl / Costurera / Mujer soldado.
- Scott McNeil como Tiath / Bazrat.
- Tyler Nicol como Rey Dimat / Toda / Ladrón 1 / Soldado Zamora 1 / Blue Spine / Marauder / Purple Fishman / Hermit Fishman.
- Mark Wheeler como Apos.
- Brian Ward como Padre de Sonja / Peasant / Felth.
- Dan Zachary como Ryshack / Archer / Grufo.
- JJ Webb como Verdes / Boxer / Yellow Eyes / Ladrón 3.
- Sean Patrick O’ Reilly como Tevius / Ladrón 2.
- Brendan Hansell como Trident / Soldado Zamora 2 / Mob member / Puffer / Tridente Piranha / Sharp Theet.
- Joshua Larson como Puffer / Droop.
- Kiefer O’ Reilly como Arrick / Hermano 2.
- Julie Shields como Mujer Patrón.

## Equipo técnico
Las compañías productoras son Nu Image Films y Millennium Films. Esta última se encargará de la distribución en salas. Del montaje se encargará Toni Ciccone. 
Primeramente se anunció que el remake estaría dirigido por Robert Rodriguez, pero este último abandonó el proyecto, siendo reemplazado en la dirección por Simon West, tras los retrasos los candidatos a digirla son Michael Bay o Eli Roth, pero no está confirmado el director según Millennium Films.
Avi Lerner, Boaz Davidson y George Furla eran en principio los encargados de producirla y Roy Thomas y David N. White se encargarían de escribir el guion. Aunque Millennium Films busca a productores más eficaces y más conocidos por lo tanto Avi Lerner podría quedarse fuera de la nueva versión.
La película iba a ser protagonizada por Rose McGowan, pero en la etapa de preproducción tuvo que renunciar al papel de Sonja tras sufrir un accidente durante los entrenamiento que la dejaron temporalmente incapacitada, entonces se confirmó que la actriz Amber Heard tomaría el relevo, pero tras numerosos retrasos Rose volvió a ser la candidata al papel.